# Modesto Collados
Modesto Collados Núñez (13 de diciembre de 1916-20 de mayo de 2012) fue un ingeniero, académico, dirigente gremial, escritor y político chileno. Se desempeñó como ministro de Estado de su país, durante el gobierno del presidente Eduardo Frei Montalva, así como de la dictadura militar del general Augusto Pinochet.

## Familia y estudios
Nacido en Argentina el 13 de diciembre de 1916, hijo de Modesto Collados y Elvira Núñez, se avecindó en Chile a los cuatro años de edad. Realizó sus estudios primarios en el Colegio Manuel Tomás Albornoz de Constitución y los secundarios en el Liceo de Hombres de Talca, en la zona centro-sur del país. Continuó los superiores en la Universidad de Chile, titulándose como ingeniero civil en 1941, con la tesis División aurea. En ese último establecimiento destacó como dirigente estudiantil. Se nacionalizó chileno en 1940.
Se casó con la descendiente alemana Nelly Baines Oehlmann, con quien tuvo seis hijos: Alberto, Lucía, Cecilia, Eugenio, Lorenzo y Ana Teresa.

## Carrera profesional
Su primera labor profesional fue como jefe de la Sección Ingeniería de la Caja de la Habitación, que después se convertiría en la Corporación de la Vivienda (Corvi). Allí tuvo contacto directo con Abraham Alcaíno Fernández, ingeniero civil que fuera ministro de Obras Públicas durante la presidencia del radical Juan Antonio Ríos, quien le impulsó en los primeros años de su carrera.
Luego de seis años en el sector público pasó al privado, formando una empresa que llegaría a construir más de un millón de metros cuadrados, principalmente en el sector de la vivienda. En sus primeros años también daría inicio a una intensa carrera académica en la misma casa de estudios en la cual se formó.
Entre 1962 y 1964, se desempeñó como director y vicepresidente de la Cámara Chilena de la Construcción (CChC), así como consejero provincial del Colegio de Ingenieros de Chile. En 1962, además, participó en el Congreso sobre construcción de Río de Janeiro, Brasil; y en 1966, sobre Ahorro y Préstamos de Caracas, Venezuela, y sobre Vivienda en Santiago de Chile. Posteriormente, entre 1976-1978 y 1982-1983, ejerció como presidente nacional de la Cámara Chilena de la Construcción (CChC), que se alzaba como uno de los gremios más importantes del país.
Entre otras actividades, fue autor de numerosas publicaciones que cubren temas relacionados con la literatura, la política, la filosofía, la ingeniería y la economía.

## Carrera política
Pese a su condición de independiente desde el punto de vista político, el 3 de noviembre de 1964, formó parte del primer gabinete del presidente Eduardo Frei Montalva, como ministro de Obras Públicas. En paralelo, el gobernante democratacristiano le encargó la creación del Ministerio de Vivienda y Urbanismo, con el fin último de paliar el déficit habitacional que enfrentaba el país en ese momento. Dicha iniciativa vería la luz un año después con la promulgación del proyecto ley nº 16.391 y su nombramiento como primer titular el 16 de diciembre de 1965, fecha en que dejó la cartera de Obras Públicas.
El 10 de agosto de 1983, en medio de una severa crisis económica y financiera, el general Augusto Pinochet lo nombró ministro de Vivienda y Urbanismo, dejando el puesto el 2 de abril de 1984 para asumir la cartera de Economía, Fomento y Reconstrucción, tras rechazar la de Hacienda, según su propia confesión. Dejó la repartición el 29 de julio de 1985. En esos años de dictadura criticó en charlas, de afanes filosóficos, el régimen democrático, señalando que frente a principios como la lógica, la técnica y la ética "el sufragio universal tiene un rango muy limitado", calificándolo como "un cheque en blanco".
A fines de esa misma década fue presidente del Consejo Asesor Superior de la candidatura presidencial del abanderado de la centroderecha, el ingeniero, economista y académico Hernán Büchi.
En 1996 le fue conferido el «Premio Nacional Colegio de Ingenieros de Chile» y en 2005, el «Premio Infraestructura». También fue distinguido con la Medalla de Oro del Instituto de Ingenieros de Chile, de la CChC, y de la Federación Interamericana de la Construcción. Asimismo, obtuvo la Medalla Rectoral de la Universidad Arturo Prat.
En el área privada, actuó como director de empresas, destacándose su extensa participación en Banco de Crédito e Inversiones (BCI) desde 1989 hasta 2007, entidad a la que renunció debido a su avanzada edad. Falleció el 20 de mayo de 2012, a los 95 años.

## Obras escritas
- Vigencia y dolencia de la cultura occidental (1986).[2]
- Reflexiones sobre Rusia (1992).[2]
- Popper y Hayek en su tinta (1996).[2]